# Маргинална вредност
Маргинална вредност је
1. вредност која важи под одређеним условима,
2. промена вредности повезана са одређеном променом неке зависне променљиве, или
3. [када се основне вредности квантификују] однос промене зависне променљиве у односу на независну.

(Овај трећи случај је заправо посебан случај другог).
У случају диференцијабилности, граничној вредности, маргинална промена је математички диференцијал, или одговарајућа тачка.
Ова значења термина "маргинални" су посебно честа у економији, и настају конципирањем ограничења као границе или као маргине . Врсте граничних вредности најчешћих у економској анализи су оне које се односе на промену јединица ресурса и, у класичној економији, оне повезане са инфинитезималним променама. Маргиналне вредности повезане са јединицама се узимају у обзир јер се много одлука доноси по јединици, и маргинализам објашњава јединичну цену појмовима таквих маргиналних вредности. Стандардна економија користи инфинитезималне вредности код већине анализа због математичке једноставности.

## Количински концепт
Претпоставимо функционалну везу
{\displaystyle y=f\left(x_{1},x_{2},\ldots ,x_{n}\right)}

### Дискретне промене
Ако се вредност {\displaystyle x_{i}} дискретно промени из {\displaystyle x_{i,0}} у {\displaystyle x_{i,1}} док остале независне променљиве остају непромењене, онда је маргинална вредност промене код {\displaystyle x_{i}} једнака
{\displaystyle \Delta x_{i}=x_{i,1}-x_{i,0}}
и “маргинална вредност” од {\displaystyle y} се може односити на
{\displaystyle \Delta y=f\left(x_{1},x_{2},\ldots ,x_{i,1},\ldots ,x_{n}\right)-f\left(x_{1},x_{2},\ldots ,x_{i,0},\ldots ,x_{n}\right)}
или
{\displaystyle {\frac {\Delta y}{\Delta x}}={\frac {f\left(x_{1},x_{2},\ldots ,x_{i,1},\ldots ,x_{n}\right)-f\left(x_{1},x_{2},\ldots ,x_{i,0},\ldots ,x_{n}\right)}{x_{i,1}-x_{i,0}}}}

#### Пример
Ако би се нечији приход повећао са $50000 на $55000, а онда реаговао тако што би годишње куповао 3 бурета амонтилада уместо 2, онда би
- маргинално повећање зараде било $5000
- маргинални ефекат на куповину амонтилада био једно буре, односно једно буре на $5000.

### Инфинитезималне маргиналне вредности
Ако би се узмеле у обзир инфинитезималне вредности, онда би маргинална вредност {\displaystyle x_{i}} била {\displaystyle dx_{i}}, и “маргинална вредност”  {\displaystyle y} би се односила на
{\displaystyle {\frac {\partial y}{\partial x_{i}}}={\frac {\partial f\left(x_{1},x_{2},\ldots ,x_{n}\right)}{\partial x_{i}}}}
(За линеарну функцију {\displaystyle y=a+b\cdot x}, маргинална вредност {\displaystyle y} ће једноставно бити коефицијент од {\displaystyle x} (у овом случају, {\displaystyle b}) и то се неће мењати кад се {\displaystyle x} мења. Међутим, у случају не-линеарних функција, нпр. {\displaystyle y=a\cdot b^{x}}, маргинална вредност од {\displaystyle y} биће различита за различите вредности {\displaystyle x}.)

#### Пример
Претпоставимо да је у некој економији укупна потрошња приближно једнака
{\displaystyle C=C\left(Y\right)}
где је
- {\displaystyle Y} агрегатни приход

Онда је маргинална склоност потрошњи
{\displaystyle MPC={\frac {dC}{dY}}}

## Погледати такође
- Маргинални концепти